# Zak Ebrahim
Zak Ebrahim (nascido Abdulaziz El Sayyid Nosair Pittsburgh, Pennsylvania, Estados Unidos 24 de março de 1983) é um ativista da paz e escritor. É filho de El Sayyid Nosair extremista islâmico que foi um dos responsáveis pelos atentados ao world trade center em 1993.

## Inicio de vida
Filho de El Sayyid Nosair, um engenheiro eletricista e Khadijah (nascida Karen Mills) uma professora primária Zak ebrahim cresceu em Pittsburgh em uma família inicialmente normal. Entretanto quando ele tinha sete anos de idade seu pai se envolveu na morte do rabino Meir Kahane fundador da liga de defesa judaica e mais tarde foi considerado um dos conspiradores dos atentados ao world trade center em 1993. Esses acontecimentos mudaram radicalmente a vida de zak e sua família que passou a sofrer inúmeras dificuldades como bullying, problemas financeiros e mudanças de residência que ocorreram cerca de 20 vezes até ele completar 19 anos, em razão de represálias. 
Contrariando as expectativas zak decidiu traçar um caminho diferente daqueles que foram expostos as ideologias do ódio e da intolerância e passou a defender valores contrários a este como tolerância, paz e igualdade por meio de suas palestras como a que fez para o TED em 2014 onde ficou conhecido.
Em 5 de abril de 2019, Ebrahim foi um dos convidados da edição anual do TEDXPorto em Portugal.

## Biografia
Em setembro de 2014 Zack lança seu primeiro livro The Terrorist's Son: A Story of Choice por meio de Simon & Schuster. Nele Ebrahim conta detalhes de sua vida como infância e as transformações ocorridas na família por conta das atitudes de seu pai. Ele recebeu um prêmio da American Library Association em 2015.